# Anomalemma
Anomalemma — рід грибів родини Melanommataceae. Назва вперше опублікована 1983 року.

## Класифікація
До роду Anomalemma відносять 1 вид:
- Anomalemma epochnii